# Jamborek
Jamborek – wieś w Polsce położona w województwie łódzkim, w powiecie bełchatowskim, w gminie Zelów, w dolinie rzeki Grabi.
W latach 1975–1998 miejscowość administracyjnie należała do województwa piotrkowskiego.
Początki tej miejscowości są datowane na ok. 1700 rok. Jamborek nigdy nie był wsią folwarczną. Początki rekreacji w tej miejscowości sięgają ok. 1960 roku.